# 转氨基作用

一個氨基酸（amino acid）和一個α-酮基酸（alpha-keto acid）之間的转氨基反應

转氨基作用（Transamination）指的是一种胺基酸的α-氨基转移到一种α-酮酸上的过程。
此為胺基從一碳骨架轉移至另一個碳骨架的反應，胺基酸因轉移了胺基變成了酮酸；而酮酸因獲得胺基而變成了胺基酸。其实可以看成是氨基酸的氨基与α-酮酸的酮基进行了交换。结果是生成了一种非必需氨基酸和一种新的α-酮酸。由胺基轉移酶（aminotransferase）或是由转氨酶（transaminase）和其辅酶磷酸吡哆醛(PLP)催化，而磷酸吡哆醛是维生素B6(Vitamin B6)的衍生物。转氨基作用是氨基酸脱氨基作用的一种途径，这样生物体内就可以自我合成某些氨基酸了。人体内最重要的转氨酶为谷丙转氨酶和谷草转氨酶。它们是肝炎诊断和预后的指标之一。
体内大部分氨基酸都可以参与转氨基作用，例外：赖氨酸，脯氨酸和羟脯氨酸。鸟氨酸（Ornithine）的δ-氨基也可通过转氨基作用被脱掉。举例: α-酮戊二酸 + 丙氨酸 = 谷氨酸 + 丙酮酸（反应可逆）。